# Oliver Heil
Oliver Heil (Darmstadt, 1988. június 19. –) német labdarúgó, az Eintracht Wald-Michelbach csatára.